# Freier Spektralbereich
Der freie Spektralbereich, kurz FSB (englisch free spectral range, FSR), Formelzeichen {\displaystyle \Delta \nu _{\mathrm {FSB} }}, ist ein Begriff aus der Optik und Lasertechnik, der optische Geräte wie Resonatoren oder Fabry-Pérot-Interferometer charakterisiert. Er gibt den Frequenzabstand verschiedener vom Gerät unterstützter Moden oder Interferenzordnungen an.

## Definition und Berechnung
Für einen Hohlraumresonator ist der freie Spektralbereich gegeben durch den Frequenzabstand der axialen (Gauss’schen) Resonatormoden.
In einem Resonator der Länge {\displaystyle L} kann sich eine stehende Welle genau dann ausbilden, falls ein ganzzahliges Vielfaches {\displaystyle m} der halben Wellenlänge {\displaystyle \lambda } in den Resonator passt:
{\displaystyle L=m{\frac {\lambda }{2}}}   mit   {\displaystyle m=1,2,3,4,\dots }
Drückt man dies in Frequenzen {\displaystyle \nu } aus, so erhält man den freien Spektralbereich:
{\displaystyle \Rightarrow \Delta \nu _{\mathrm {FSB} }={\frac {c}{2L}}}
mit der Lichtgeschwindigkeit {\displaystyle c=\lambda \cdot \nu }.
Wenn der Resonator mit einem dispersiven Medium gefüllt ist, muss {\displaystyle c} durch die Gruppengeschwindigkeit {\displaystyle v_{\mathrm {g} }} im Medium ersetzt werden.
Allgemeiner definiert man den freien Spektralbereich als die inverse Umlaufdauer (englisch: inverse round-trip time) eines optischen Impulses.
In einem Fabry-Pérot-Interferometer bezeichnet der freie Spektralbereich (bei einer gegebenen Wellenlänge) die Wellenlängendifferenz {\displaystyle \Delta \lambda }, bei der sich die Interferenzstreifen {\displaystyle m+1}-ter Ordnung bei der Wellenlänge {\displaystyle \lambda } und {\displaystyle m}-ter Ordnung bei der Wellenlänge {\displaystyle \lambda +\Delta \lambda } überlagern.
Durch Verkippen um den Winkel α kann man die Transmissionswellenlänge des Fabry-Pérot-Interferometers verändern.
Für das so erhaltene Spektrometer gilt dann:
{\displaystyle \Delta \nu _{\mathrm {FSB} }={\frac {c}{2\,n\,L\cos \alpha }}}.
mit dem Brechungsindex n des Mediums im Resonator.

## Einzelnachweis
1. ↑  Miles V. Klein, Thomas E. Furtak: Optics. 2. Auflage. Wiley, New York 1986, ISBN 0-471-84311-3, S. 305.